# لوچانو روسی
لوچانو روسی (ایتالیایی: Luciano Rossi؛ ‏ ۲۸ نوامبر ۱۹۳۴ – ۲۹ مهٔ ۲۰۰۵) بازیگر اهل ایتالیا بود. وی بین سال‌های ۱۹۶۶ تا ۱۹۸۷ میلادی فعالیت می‌کرد.
از فیلم‌هایی که در آن نقش داشته می‌توان به زنان و جادو در کنار شیطان، این و آن، قهرمانان در جهنم، مرگ به یک قاتل لبخند می‌زند، مردی به نام اسلج، مجازات مرگ، سکوت بزرگ، جنگو، آماده مرگ باش، انتقام امانوئل، بسیار لذت‌بخش، کاملاً مرده، قاتل ۷۷؛ مرده یا زنده، میلان می‌لرزد: پلیس به‌دنبال عدالت و سالن کیتی اشاره کرد.